# 冠岳山
冠岳山（韓語：관악산），位於韓國首爾南端的一座山，高632米（2,073英尺），橫跨冠岳和衿川兩區，部分亦伸延至安養市及果川市。冠岳山的命名源自於它冠冕狀的山頂。